# Love Long Distance
«Love Long Distance» —en español: «Amor a larga distancia»— es una canción de la banda de indie rock estadounidense Gossip. Fue lanzada como segundo sencillo de su cuarto álbum de estudio Music for Men, el 13 de septiembre de 2009. En una parte de la canción, hace referencia a una frase de "I Heard It Through the Grapevine" de Marvin Gaye.

## Video musical
El video estuvo a cargo del director de animación, Joel Trussell. Fue recomendado a la banda por Rick Rubin, el productor del álbum, quien quedó alucinado con el video de "Evil Is Alive and Well" para Jakob Dylan que Joel dirigió y Rubin, también hizo las veces de productor de esta canción. Como la banda no estaba disponible, se recomendó a un experto en animación para reemplazar las figuras de los miembros de la banda. En él, se puede ver a los integrantes de la banda como personajes que tienen la cabeza animada de tamaño considerable, mientras se encuentran patinando sobre ruedas.

## Lista de canciones
| Reino Unido – Sencillo en CD |                                                        |          |  |
| N.º                          | Título                                                 | Duración |  |
| 1.                           | «Love Long Distance» (Radio Edit)                      | 3:39     |  |
| 2.                           | «Love Long Distance» (Fake Blood Remix)                | 4:34     |  |
| 3.                           | «Love Long Distance» (Riva Starr Remix – Original)     | 5:58     |  |
| 4.                           | «Love Long Distance» (Riva Starr Remix – Vocal)        | 5:59     |  |
| 5.                           | «Love Long Distance» (Riva Starr Remix – Instrumental) | 5:58     |  |
| 6.                           | «Love Long Distance» (Riva Starr Remix – Radio Edit)   | 3:34     |  |

## Posicionamiento en listas
| Lista (2010)                     | Mejor posición |
| -------------------------------- | -------------- |
| Alemania (Media Control AG)      | 30             |
| Australia (ARIA)                 | 49             |
| Bélgica (Flandes) (Ultratop 50)  | 32             |
| Bélgica (Valonia) (Ultratop 50)  | 36             |
| Unión Europea (European Hot 100) | 89             |
| Suiza (Schweizer Hitparade)      | 41             |